# 4-я Краинская ударная бригада
4-я Краинская ударная бригада (сербохорв. Четврта крајишка ударна бригада / Četvrta krajiška udarna brigada) — бригада Народно-освободительной армии Югославии, участвовавшая в Народно-освободительной войне Югославии.

## История
Образована 9 сентября 1942 в Тичево (около Босанско-Грахово) на основе батальонов «Гаврило Принцип» (серб. Гаврило Принцип), «Старец Вуядин» (серб. Старац Вујадин) и «Будущее» (серб. Будућност), а также молодёжной роты 5-го Краинского партизанского отряда. Командиром бригады назначен Милутин Морача, политруком — Никола Котле, заместителем командира — Цветко «Цвийо» Орашчич (погиб в 1943 году в Восточной Боснии), заместителем политрука — Милан Трнинич, офицером разведки — Нико Джурич, интендантом бригады — Илия Милевич. С начала октября начальником штаба являлся Васо Йованович, позднее переведённый в 1-ю пролетарскую ударную бригаду (его место занял Месуд Хотич).
Бригада подчинялась Оперативному штабу Боснийской Краины с 9 сентября по 9 ноября 1942, позднее включена в состав 5-й Краинской дивизии. С сентября 1943 года после разделения 1-го Боснийского корпуса на 3-й и 5-й корпуса командир Милутин Морача назначен командиром 5-й Краинской дивизии, командиром 4-й Краинской бригады назначен Раде Зорич, бывший заместитель Морачи.
Награждена орденами «За заслуги перед народом», «Партизанская звезда» и «Братство и единство».